# Мачезина (Бреша)
Мачезина је насеље у Италији у округу Бреша, региону Ломбардија.
Према процени из 2011. у насељу је живело 203 становника. Насеље се налази на надморској висини од 189 м.